# Hans Lukas
Hans Lukas (* 26. August 1935 in Döltsch; † 11. Februar 2017 in Weiden in der Oberpfalz) war ein deutscher Politiker (CSU).

## Leben
Lukas besuchte die Volksschule und machte eine Ausbildung im landwirtschaftlichen Beruf. Er war über 20 Jahre lang in der Landjugendbewegung tätig, davon viele Jahre als Kreis- und Diözesanvorsitzender. Ab 1959 war er im Bayerischen Bauernverband engagiert, zuerst als Landjugendvertreter in der Kreisvorstandschaft, dann als stellvertretender Kreisobmann in der Bezirksvorstandschaft und in der Landesversammlung des BBV. Er war Vorsitzender der Verwaltungsgemeinschaft Neustadt und des Fischerzeugerrings Oberpfalz.
Lukas war ab 1966 Mitglied des Kreistags Neustadt an der Waldnaab und von 1972 bis 2002 Bürgermeister in der Heimatgemeinde Kirchendemenreuth. Zudem war er viele Jahre Kreisvorsitzender der Jungen Union und der CSU im Landkreis Neustadt an der Waldnaab. Von 1970 bis 1994 war er Mitglied des Bayerischen Landtags.

## Auszeichnungen
- 1980: Bayerischer Verdienstorden
- 1988: Bundesverdienstkreuz am Bande